# ふうせん (映画)
『ふうせん』は、1990年（平成2年）5月12日に公開された日本映画。製作は東映。
映画『ふうせん2』（主演：宅麻伸・金山一彦）は続編ではなく、ストーリー的に繋がりはない。 

## キャスト
- 工藤謙次：加藤雅也
- 白戸奈津子：宮崎萬純
- 水沼（奥州神輿会）：嶋大輔
- 八木沢武（奥州神輿会総長）：ポール牧
- 白戸久江（奈津子の母）：野際陽子（特別出演）
- 白戸良雄：宗近晴見
- 白戸恵：高橋貴代子
- 前川茂雄：河原さぶ
- 上村明夫：松下一矢
- 桜井純：赤屋板明
- 蜂矢真吾：中野英雄
- 大滝真也：穂積隆信
- 吉岡隼人：菅田俊
- 袴田康之介：坂本長利
- 荒木和彦：趙方豪
- 戸波：谷村好一
- 黒江：岡田祐一
- 古谷：安藤麗二
- 「アマン」のママ：松井紀美江
- 仙台のDJ：エド山口
- 世話人：中田博久・五野上力
- 女客A：石野真子
- 女客B：石野陽子
- 南原修平：西岡徳馬
- 村井美佐：佳那晃子
- 長内徹：本木雅弘（友情出演）

## スタッフ
- 監督：井上眞介
- 企画：安藤昇・翁長孝雄
- プロデューサー：仲村雅彦・佐藤和之
- 脚本：神波史男・井上眞介・梶間俊一
- 制作協力：株式会社バーニングプロダクション
- 企画協力：花田企画
- 音楽プロデューサー：石川光

## サウンドトラック
- SHOOT THE GUITARIST（1990年5月2日、BMGビクター）※インストメンタルアルバム
  - OTO
  - DEAD END
  - 河内淳一
  - YOU
  - 成田昭次
  - 山本圭介
  - 法田勇虫
  - EBBY
  - 中間英明